# The Lancet Oncology
Lancet Oncology, abgekürzt Lancet Oncol., ist eine wissenschaftliche Fachzeitschrift, die vom Elsevier-Verlag veröffentlicht wird. Derzeit erscheint die Zeitschrift mit zwölf Ausgaben im Jahr. Es werden Arbeiten aus allen Bereichen der klinischen Onkologie veröffentlicht.
Der Impact Factor lag im Jahr 2017 bei 36,421. Nach der Statistik des ISI Web of Knowledge wird das Journal mit diesem Impact Factor in der Kategorie Onkologie an dritter Stelle von 222 Zeitschriften geführt.